# Цукэмэн

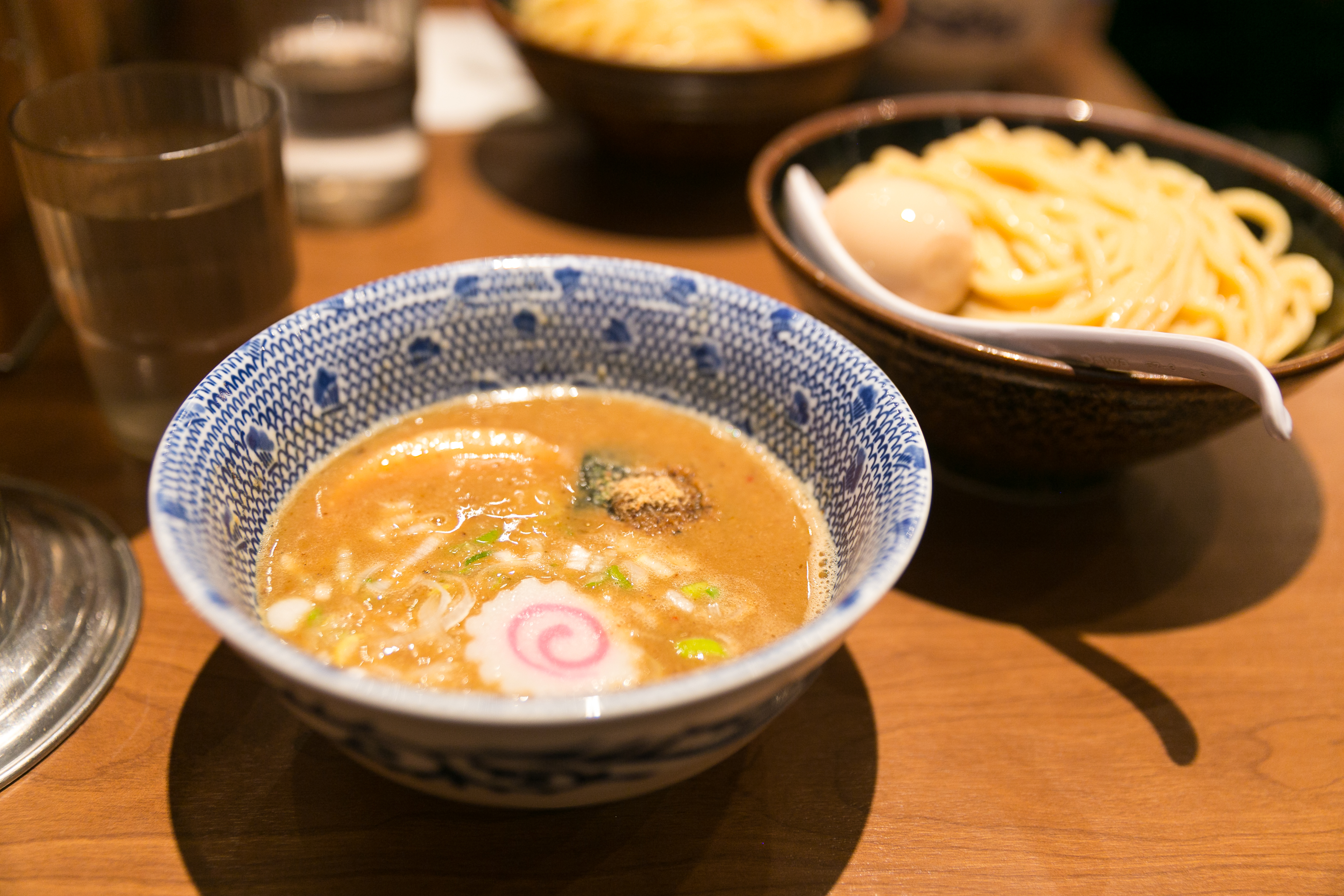
Цукэмэн в токийском ресторане.

Цукэмэн (яп. つけ麺 , «окунаемая лапша») — японское блюдо, наподобие рамэна, представляющее собой лапшу, которую едят после обмакивания в супе или бульоне, находящихся в отдельной миске. Цукэмэн был изобретён в 1961 году токийским ресторатором Кадзуо Ямагиси, после чего блюдо стало очень популярным в Токио и по всей Японии. В США цукэмэн стал популярен в Лос-Анджелесе, тогда как в остальной части страны он остался относительно малоизвестным.

## Описание
Цукэмэн является японским блюдом по типу рамэна и состоит из лапши и супа или бульона подаваемых отдельно. Перед тем, как лапшу едят, её окунают в суп. Для приготовления блюда могут использоваться соба, удон и некоторые другие типы лапши. Сама лапша обычно подаётся холодной, тогда как суп — горячим и служит для того, чтобы придать пикантность и смочить лапшу. Кроме того, лапша также может подаваться при комнатной температуре. Дополнительные ингредиенты блюда обычно добавляются или поверх лапши, или сбоку от неё. Такими ингредиентами служат водоросли нори, тясю (свинина), менма (ферментированные бамбуковые побеги), омлет тамагояки и варёные яйца.
Суп служит соусом для макания и обычно обладает более сильным и интенсивным вкусом, чем обычный бульон для рамэна. Также в качестве соуса может подаваться суп даси, который готовят из бульона, тоже называемого даси. Некоторые рестораны добавляют горячую воду, чтобы развести бульон в конце трапезы и уменьшить его силу, таким образом делая его более приятным в качестве супа для завершения приёма пищи.

## История
Цукэмэн был изобретён в 1961 году Кадзуо Ямагиси, который владел известным рестораном в Токио под названием «Таисёкэн». Первоначально, Ямагиси добавил блюдо в меню его ресторана под названием «особая морисоба», снабдив описанием «холодная лапша соба с супом для макания». На тот момент, цукэмэн стоил 40 иен и быстро стал популярен в ресторанах Таисёкэн. На 2015 год, сеть Таисёкэн насчитывала свыше 100 заведений по всей Японии.
К 2000-м годам, цукэмэн настолько популярным в Токио и в Японии, что несколько ресторанов подают исключительно это блюдо.
Цукэмэн также нашёл признание в США и других странах. К 2013 году, цукэмэн стал популярным в некоторых ресторанах Лос-Анджелеса, специализирующихся на рамэне, однако в других частях страны, таких как Чикаго, блюдо является менее известным и редко предлагается в ресторанах.